# Vojtíškov
Vojtíškov (2. pád do Vojtíškova, 6. pád ve Vojtíškově; něm. Woitzdorf) je vesnice, část obce Malá Morava v okrese Šumperk. V roce 2001 zde žilo 130 obyvatel. Asi kilometr na západ od Vojtíškova bývala vesnice Valbeřice (něm. Wallbergsdorf).

## Geografická charakteristika
Katastrální území Vojtíškova se rozkládá na jižním svahu masivu Králického Sněžníku v nadmořské výšce od 440 m n. m. na jihovýchodě při soutoku potoka Zeleného s Moravou k 886 m na severovýchodě, asi půl km na jihozápad od vrcholu Sviní hory (1074 m n. m.). Jižní hranice území tvoří tok řeky Moravy a přes ni sousedí Vojtíškov s územím Vlaského, na západě sousedí Vojtíškov s územím Malé Moravy, na severu Skleného, na severovýchodě Vysoké a na východě se Žlebem.
Vlastní zastavěné území Vojtíškova se rozkládá ve středu jeho katastrálního území při severojižně orientované místní komunikaci (č. 31240), která se na jihu Vojtíškova napojuje na silnici č. III/312, v nadmořské výšce od 520 do 730 m n. m. Na jihu se území Vojtíškova dotýká železniční trať č. 025 z Dolní Lipky do Hanušovic; nejbližšími dvěma zastávkami jsou Podlesí a Vlaské.

## Název
Nejstarší doklady ze 14. století (1325 Woycesdorph, 1340 Woycechsdorf) ukazují, že vesnice se původně jmenovala Vojtěchov (s významem "Vojtěchův majetek"). Zdrobnělina je poprvé doložena z roku 1575. Německé jméno vzniklo (náhradním zakončením -dorf ("vesnice")) z českého.

## Historie
První písemná zmínka o Vojtíškově pochází z roku 1325 v souvislosti s jeho darováním cisterciáckému klášteru v Kamenci: rytíř Jan Wustenhube tehdy klášteru daroval několik vesnic v okolí Starého Města a mezi nimi byly i dva Vojtíškovy, z nichž druhý asi býval v místě dnešní vesnice Vysoké, dříve zvané Nová Ves. Během husitských válek asi Vojtíškov zpustl a byl obnoven až v 16. století. Náležel k panství Branné (Goldenstein, počeštěno Koldštýn nebo Kolštejn).
V důsledku Mnichovské dohody bylo území Vojtíškova zabráno nacistickým Německem. Německé obyvatelstvo bylo po druhé světové válce odsunuto. Vojtíškovská osada Valbeřice již nebyla po odsunu osídlena a zanikla; tentýž osud stihl osadu Hřebenky (Oberschar).
Z hlediska územní správy byl Vojtíškov veden v letech 1869–1950 jako obec v okrese Šumperk, jako součást obce Malé Moravy od roku 1961. Do roku 1784 byl Vojtíškov přifařen k Hanušovicím.
| Rok            | 1869 | 1880 | 1890 | 1900 | 1910 | 1921 | 1930 | 1950 | 1961 | 1970 | 1980 | 1991 | 2001 | 2011 | 2021 |
| -------------- | ---- | ---- | ---- | ---- | ---- | ---- | ---- | ---- | ---- | ---- | ---- | ---- | ---- | ---- | ---- |
| Počet obyvatel | 699  | 659  | 688  | 657  | 629  | 578  | 536  | 244  | 169  | 153  | 126  | 116  | 130  | 115  | 108  |

## Pamětihodnosti
V obci nejsou evidovány žádné nemovité kulturní památky.
Z místních pamětihodností lze uvést:
- Kostel Narození Panny Marie – původně farní kostel postavený v letech 1807–1809, stojící uprostřed malého hřbitova,
- sloup Nejsvětější Trojice při bývalé faře,
- lípa u polesí u Mizerů – památný strom s obvodem kmene 445 cm a výškou 25 m.[10]